# Relais d'sciences
 (juillet 2021).
Si vous disposez d'ouvrages ou d'articles de référence ou si vous connaissez des sites web de qualité traitant du thème abordé ici, merci de compléter l'article en donnant les références utiles à sa vérifiabilité et en les liant à la section « Notes et références ».
Relais d'sciences est une association, fondée en 1998. Sa mission est de diffuser la culture scientifique, technique et industrielle en Normandie.

## Historique
L'association est fondée en novembre 1998 par Philippe Chomaz. En 2007, elle est labellisée "Science et Culture, Innovation" par le Ministère de l'Enseignement supérieur et de la Recherche. Elle est membre de l'Association des musées et centres pour le développement de la culture scientifique, technique et industrielle (AMCSTI) qui lui décerne en 2011 le Prix Diderot de l'innovation culturelle.
En septembre 2015, Relais d'sciences ouvre au public un bâtiment baptisé Le Dôme sur la presqu'île de Caen dans le cadre du Programme des Investissements d'Avenir Inmediats. Ce bâtiment accueille l'équipe de l'association et une vingtaine de structures partenaires conventionnées. 

## Activités
Relais d'sciences anime régulièrement les évènements suivants :
- la Fête de la Science ;
- l'Atelier du chercheur, où des collèges et lycées accueillent de jeunes chercheurs qui témoignent de leur activité ;
- les rencontres Grand Témoin, entre le grand public bas-normand et une personnalité de la recherche française ;
- le concours Têtes chercheuses, qui vise à encourager les démarches innovantes en matière de médiation scientifique.

En parallèle, l'association forme des doctorants à la médiation scientifique.

## Composition
Le conseil d'administration de Relais d'sciences est composé de seize personnes élues, et de cinq membres de droit :
1. le Centre d'imagerie et de recherches en neurosciences de Caen (CYCERON) ;
2. l'École nationale supérieure d'ingénieurs de Caen (ENSICAEN) ;
3. l'Université de Caen ;
4. le Grand accélérateur national d'ions lourds (GANIL) ;
5. le Centre national de la recherche scientifique (CNRS).

Parmi les seize personnes élues, six font partie du bureau de l'association.